# Teodoro Balsamone
Teodoro Balsamone o Balsamo (in greco Θεόδωρος Βαλσαμῶν?; Costantinopoli, XII secolo – Costantinopoli, 1195 circa) è stato un canonista della Chiesa ortodossa e patriarca greco-ortodosso di Antiochia del XII secolo.
È considerato il più rilevante giurista bizantino medievale.

## Biografia
Nacque tra il 1130 e il 1140 o nella seconda metà del XII secolo a Costantinopoli. Fu ordinato diacono, nominato nomophylax, e dal 1178 al 1183, sotto il patriarca Teodosio I, ebbe l'incarico di tutti i processi e casi ecclesiastici sottoposti al Patriarcato come cancelliere della legge. Nel 1193 divenne patriarca di Antiochia, pur mantenendo la residenza a Costantinopoli.
Morì a Costantinopoli intorno al 1195 (secondo Petit).

## Opere
La più rilevante opera di Balsamone è la sua "Scholia" (in greco: Σχόλια; ca. 1170), un commento al Nomocanon di Fozio, l'opera di riferimento sulle leggi e sui decreti ecclesiastici e imperiali ortodossi, commissionata dall'imperatore Manuele I e dal patriarca Michele III. Nella sua Scholia, Balsamon si concentra sulle leggi esistenti, e si sofferma sul rapporto tra canoni e leggi - costituzioni ecclesiastiche e civili - dando la precedenza alle prime. Balsamone compilò anche una raccolta di costituzioni ecclesiastiche (Syntagma) e scrisse altre opere, molte delle quali riguardano il dibattito in corso all'epoca tra la Chiesa d'Oriente e quella d'Occidente in seguito allo scisma del 1054. Furono pubblicate due sue lettere: una sul digiuno, l'altra sull'ammissione dei novizi ai monasteri.

## Eredità
L'eredità di Teodoro consiste nell'aver preservato molti documenti di origine altrimenti sconosciuti della prima storia politica e teologica bizantina. I suoi commenti sono ancora oggi citati dagli studiosi di diritto canonico ortodosso. Teodoro standardizzò anche le pratiche liturgiche in uso nella Chiesa antiochena, per adottare il rito bizantino e abolire altri riti orientali.
La Scholia di Balsamon fu pubblicata per la prima volta da Gentian Hervet in latino a Parigi (1561), a Basilea (1562); in greco e latino a Parigi (1615), e ancora a Basilea (1620). Si trova anche in "Pandecta Canonum" di Beveridge, Oxford, 1672 (PG, cxxxvii-viii). Dal 1852 al 1860 Rhalli e Potli pubblicarono ad Atene una raccolta delle fonti del diritto canonico greco che conteneva il commento di Balsamon. Migne pubblicò i suoi commenti nella sua Patrologia Graeca, CIV, 441.